# Botryotinia draytonii
Botryotinia draytonii är en svampart som först beskrevs av Buddin & Wakef., och fick sitt nu gällande namn av Seaver 1951. Botryotinia draytonii ingår i släktet Botryotinia och familjen Sclerotiniaceae.   Inga underarter finns listade i Catalogue of Life.